# Confederació Sardanista de Catalunya
La Confederació Sardanista de Catalunya és una entitat de 3r nivell, evolució de l'antiga Federació Sardanista de Catalunya. La seva conversió en confederació es deu al caràcter federatiu de les entitats que la conformen: per una banda, totes les federacions sardanistes territorials de Catalunya i el Rosselló i, per l'altra, totes les federacions que representen els diversos actors sardanistes: cobles, colles i associacions. La seva creació es va produir el dissabte 12 d'abril de 2014, a partir de l'Assemblea General Extraordinària de la Federació Sardanista de Catalunya, celebrada a la sala Mompou de la seu de l'SGAE de Barcelona.
La Confederació Sardanista de Catalunya és el punt culminant d'un procés per tal d'unificar totes les expressions i entitats sardanistes sota una figura que eviti duplicitats. És l'interlocutor únic per a l'administració pública per a grans temes sardanistes d'àmbit nacional i promociona, difon i defensa la sardana, amb la voluntat de normalitzar-ne la seva expressió.
La Confederació Sardanista de Catalunya la integren les diverses divisions modals. A data de 31 d'Octubre de 2019, aquestes divisions modals les formen:
- Agrupacions: 201 entitats
- Cobles: 41 formacions
- Colles: 88 rotllanes

El president actual n'és Xavier Tresserras i la seva seu actual és a la Casa de la Sardana, al carrer Pou de la Figuera 15, de Barcelona.

## Orígens
La Federació Sardanista de Catalunya, fundada l'any 1990 pels representants d'una vintena d'entitats del moviment sardanista d'arreu de Catalunya, va ser l'entitat precursora de la Confederació actual. El seu primer President i principal impulsor de la iniciativa va ser en Joan Vidal i Gayolà, aleshores President de l'Obra del Ballet Popular. Va arribar a esdevenir la segona federació en nombre d'entitats adherides, just per darrere de la Federació Catalana d'Entitats Corals i per davant de l'Agrupació de Colles de Geganters de Catalunya. L'any 2001 fou guardonada amb el Premi Nacional de Cultura Popular concedit per la Generalitat de Catalunya, títol que va heretar la posterior Confederació Sardanista de Catalunya.

## Activitats
Les principals activitats de la Confederació Sardanista de Catalunya són:
- Concurs La Sardana de l'Any
- Capital de la Sardana
- Edició anual i coordinació de la Guia sardanista Arxivat 2019-04-01 a Wayback Machine.
- Campanya educativa escolar El País a l'Escola Arxivat 2019-11-05 a Wayback Machine.
- Trobada sardanista d'Equipaments Cívics
- Edició del butlletí setmanal informatiu Infosardana Arxivat 2020-04-04 a Wayback Machine.
- Consolidació i difusió multicanal d'una àmplia agenda sardanista
- Difusió en premsa d'informacions i activitats sardanistes
- Dinamització de la Casa de la Sardana

## Serveis
La Confederació Sardanista de Catalunya també és l'entitat creadora i impulsora de PortalSardanista, un servei web que pretén sistematitzar i aglutinar tota la informació relacionada amb el món de la sardana i la cobla a Internet. Aquest portal, presentat oficialment el març de 2017 al Palau de la Virreina de Barcelona, ofereix un ampli ventall de recursos, dades i informacions. Entre altres:
- una agenda sardanista Arxivat 2020-04-04 a Wayback Machine. i de cursets per aprendre a ballar Arxivat 2020-04-04 a Wayback Machine.
- una secció de noticies actualitzada diversos cops per setmana Arxivat 2020-04-04 a Wayback Machine. i amb hemeroteca des de l'any 2001 Arxivat 2020-04-04 a Wayback Machine.
- el seguiment dels campionats de sardana esportiva[Enllaç no actiu]
- un ampli recull de programes de ràdio sardanistes Arxivat 2020-04-04 a Wayback Machine.
- un diccionari de vocabulari sardanista Arxivat 2020-04-04 a Wayback Machine.
- enllaços a altres recursos relacionats amb la sardana Arxivat 2020-04-04 a Wayback Machine.

L'entitat gestiona una base de dades amb més de 30.000 sardanes, més de 400 obres per a cobla en format lliure, gairebé 400 arranjaments, més de 250 ballets, més de 240 danses i més de 850 registres d'altres categories. Aquesta base de dades també és consultable en format web dins PortalSardanista Arxivat 2019-10-31 a Wayback Machine..